# Phrack
Phrack — англоязычный интернет-журнал, существует с 17 ноября 1985 года. Изначально журнал был посвящён взлому телефонных систем, анархии и хакингу, сейчас так же включает статьи, посвящённые информационной безопасности, хакингу, криптографии и международным новостям. Представляет собой одновременно манифест и справочник для хакеров. На октябрь 2021 года вышло 70 выпусков журнала.

## История
Первый номер вышел в свет 17 ноября 1985 года. Название происходит от слияния слов hack и phreak. Издавался двумя хакерами и владельцами BBS MetalShop — Taran King и Knight Lightning, в течение первых 30 выпусков. Журнал довольно быстро снискал популярность, сильно увеличив количество звонков на BBS, хранящие этот номер.

### Проблемы с властями
После публикации в 24 номере статьи под названием «Control Office Administration Of Enhanced 911 Services For Special Services And Major Account Centers», содержащей техническую документацию телефонной службы 911, украденную у компании Bellsouth, редактор журнала был арестован. Компания оценила стоимость документа «E911» в 80000$, однако адвокату Knight Lightning’a удалось доказать, что документ был публично доступен в библиотеке штата за 13 долларов. Суд оправдал редактора, однако, после этого он перестал участвовать в создании журнала.
ФСКН России решением номер 2/1/11-13751 от 25.11.2013 г. внес ресурс phrack.org в реестр запрещенных сайтов из-за статьи о производстве метамфетамина, размещенной в 4 номере журнала за 1986 год.

### Смена редакторского состава
Вторым редактором журнала стал человек с ником Dispater, а начиная с номера 42 его сменил Erik Bloodaxe (Крис Гогганс). С 51 по 56 номер редактирование и координацию Phrack’а взял на себя Route, в прошлом известный как Daemon8. С 57 выпуска его сменила группа людей, именующих себя Phrack Staff.
В 2005 году создатели журнала заявили, что 63 номер станет последним. Он был выпущен в бумажном виде и распространён на хакерской конференции Black Hat. В электронном виде был опубликован 1 августа 2005 года. Однако 27 мая 2007 года свет увидел 64-й номер журнала с новым редакторским составом. На этот раз поддержкой журнала занялись люди, называющие себя «The Circle of Lost Hackers». Но после 66 номера, редакция журнала снова сменилась, новая команда была снова названа Phrack Staff. 17 ноября 2010 года этот состав выпустил 67-й по счёту номер.

## Содержимое журнала
Журнал выходит без определённого графика, по мере готовности статей. Каждый номер представляет собой архив с текстовыми файлами.
Наиболее известные публикации в журнале:
- В седьмом номере был опубликован легендарный «Манифест хакера», под авторством человека с ником Mentor.
- В 49 выпуске была опубликована статья Aleph One под названием «Smashing The Stack For Fun And Profit»[2], содержащее классическое описание класса уязвимостей «стековое переполнение буфера».
- В 66 выпуске была опубликована статья blackngel «Malloc Des-Maleficarum»[3], описывающая практические реализации методов эксплуатации уязвимостей на куче, опубликованных ранее исследователем Phantasmal Phantasmagoria в списке рассылки bugtraq.

Журнал содержит следующие регулярные рубрики:
- prophile — рассказ об уважаемых персонажах хак-андерграунда.
- Loopback — ответы на самые оригинальные (или глупые) электронные письма, от редакции журнала.
- Phrack World News — рассказы о последних контр-культурных событиях.
- International Scene — компиляция информации о действиях хакеров со всего мира.